# Callidium hengduanum
Callidium hengduanum là một loài bọ cánh cứng trong họ Cerambycidae.